# Rubite
Rubite és un municipi de la província de Granada, amb una superfície de 28,52 km², una població de 492 habitants (2004) i una densitat de població de 17,25 hab/km². És format pels nuclis de població d'El Lance y Casarones, Los Galvez, Los Diaz, Rambla del Agua, Los Hurguneros, El Ferrer i Venta Don Cándido.